# Pisulina
Pisulina is een geslacht van weekdieren uit de klasse van de Gastropoda (slakken).

## Soorten
- Pisulina adamsiana G. Nevill & H. Nevill, 1869
- Pisulina biplicata Thiele, 1925
- Pisulina maxima Kano & Kase, 2000
- Pisulina tenuis Kano & Kase, 2000